# Осма влада Николе Пашића
Осма влада Николе Пашића је била влада Краљевине Србије од 12. септембра 1912. до 5. децембра 1914.

## Историја
22. новембра 1914. године хомогени радикални кабинет дао је оставку да истога дана уступи место коалицианом кабинету Народне радикалне, Самосталне радикалне и Напредне странке.

## Чланови владе
| Функција                                                  | Слика               | Име и презиме       | Детаљи                         |
| --------------------------------------------------------- | ------------------- | ------------------- | ------------------------------ |
| Председник Министарског савета и министар иностраних дела |                     | Никола Пашић        |                                |
| Министар унутрашњих дела                                  |                     | Стојан М. Протић    |                                |
| Министар правде                                           |                     | Михаило Полићевић   | до 18/31.8.1913.               |
| Министар правде                                           | Марко С. Ђуричић    |                     |                                |
| Министар финансија                                        |                     | Лазар Пачу          |                                |
| Министар просвете и црквених дела                         |                     | Љубомир Јовановић   |                                |
| Министар војни                                            |                     | Радомир Путник      | до 19.9/2.10.1912.             |
| Министар војни                                            |                     | Радивоје Бојовић    | до 3/16.1.1913.                |
| Министар војни                                            |                     | Милош Божановић     | до 4/17.1.1914.                |
| Министар војни                                            | Душан П. Стефановић |                     |                                |
| Министар грађевина                                        |                     | Јован П. Јовановић  | до 7/20.10.1914.               |
| Министар грађевина                                        |                     | Велизар С. Јанковић | заступник, до 21.10/3.11.1914. |
| Министар грађевина                                        | Андра Станић        |                     |                                |
| Министар народне привреде                                 |                     | Коста Стојановић    | до 18/31.8.1913.               |
| Министар народне привреде                                 |                     | Јован П. Јовановић  | заступник, 19.8/1.9.1913.      |
| Министар народне привреде                                 | Велизар С. Јанковић |                     |                                |

>